# يان دي فريس (متسابق)
يان دي فريس (بالهولندية: Jan de Vries) هو متسابق دراجات نارية هولندي فاز ببطولة سباق الجائزة الكبرى للدراجات النارية. نافس في سباقات بطولة العالم لفئة 125 سي سي ولفئة 50 سي سي.

## البطولات
- سباق الجائزة الكبرى للدراجات النارية 1971
- سباق الجائزة الكبرى للدراجات النارية 1973